# شهرستان باوجینگ
شهرستان باوجینگ (به لاتین: Baojing County) یک منطقهٔ مسکونی در چین است که در ولایت خودمختار شیانگشی توجیا و میائو واقع شده‌است. شهرستان باوجینگ ۱٬۷۴۵٫۸۸ کیلومتر مربع مساحت و ۲۷۷٬۳۷۹ نفر جمعیت دارد.